# Gynochthodes polillensis
Gynochthodes polillensis là một loài thực vật có hoa trong họ Thiến thảo. Loài này được (C.B.Rob.) Ruhsam mô tả khoa học đầu tiên năm 2008.